# Hypselodoris festiva
Hypselodoris festiva es una especie de babosa de mar, un molusco gasterópodo de la familia Chromodorididae. Se alimenta de esponjas marinas.

## Distribución
Se encuentra en Japón, Hong Kong, y Corea.